# Desmeocraera psittacina
Desmeocraera psittacina är en fjärilsart som beskrevs av Sergius G. Kiriakoff 1964. Desmeocraera psittacina ingår i släktet Desmeocraera och familjen tandspinnare. Inga underarter finns listade i Catalogue of Life.